# 第一代伊普爾伯爵約翰·弗倫奇

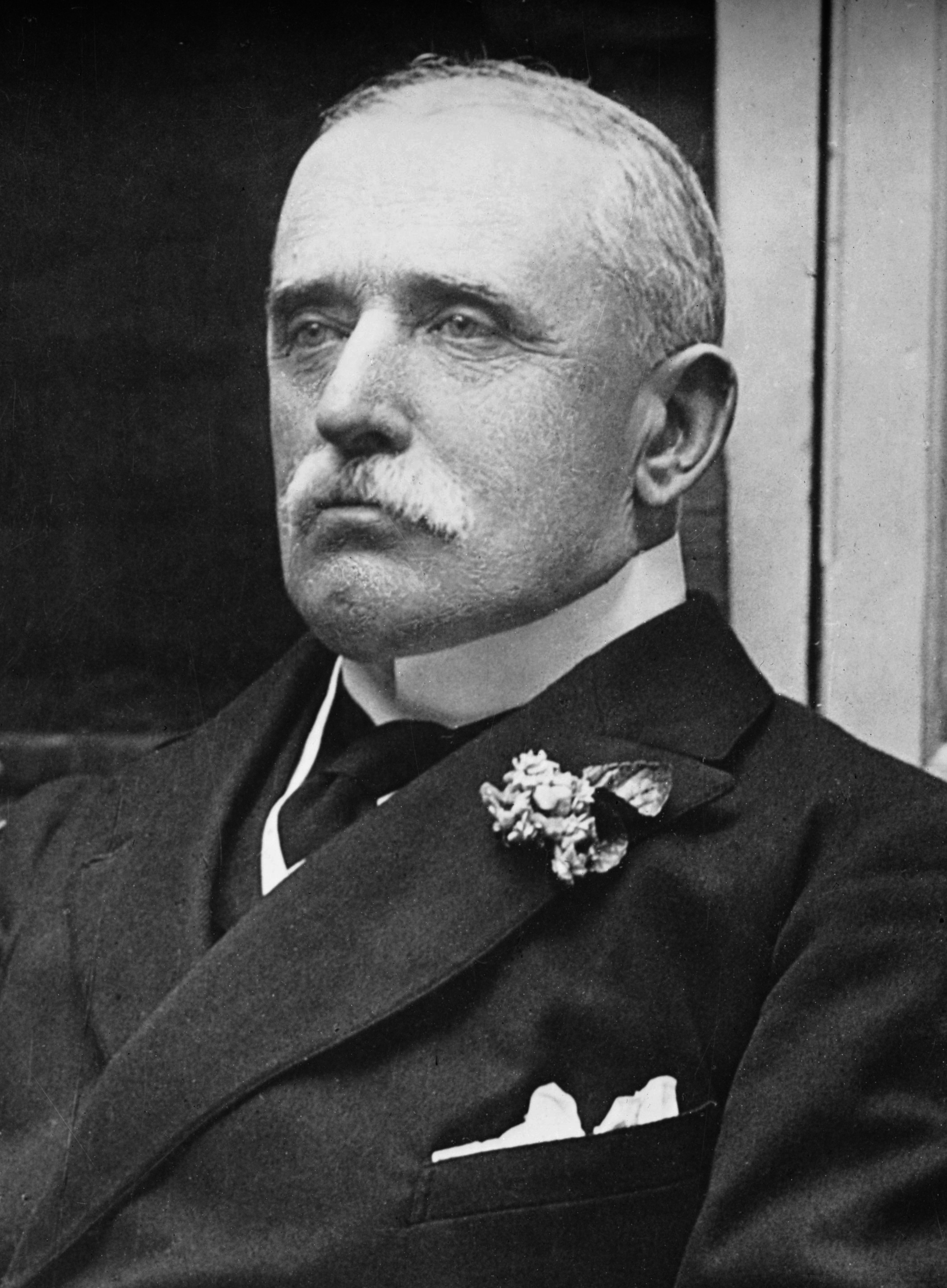
約翰·弗倫奇，第一代伊普爾伯爵

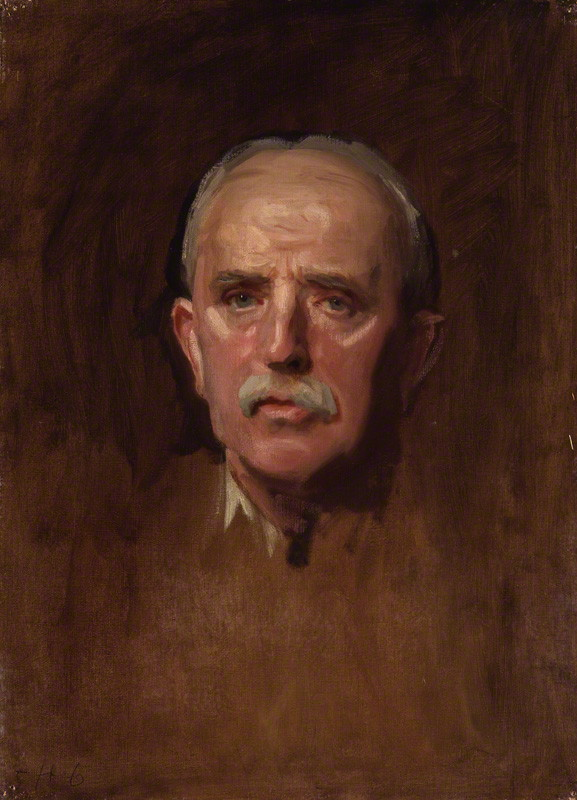
約翰·弗倫奇，第一代伊普爾伯爵畫像

约翰·登顿·平克斯通·弗伦奇，第一代伊普爾伯爵，KP，GCB，OM，GCVO，KCMG，ADC，PC（John Denton Pinkstone French, 1st Earl of Ypres，1852年9月28日—1925年5月22日），英国陆军元帅。
弗伦奇出生在肯特郡的里普尔山谷，威廉·弗伦奇船长和玛格丽特·艾蔻兹夫妇的儿子。1866年加入英国皇家海军，1874年转入陆军服务，1889-1893年任第19轻骑兵团团长。1897年，晋升为准将，升任骑兵旅旅长。
1899年10月参加第二次英布战争，指挥一个骑兵师。1902年回到英国任阿尔德肖特的司令官。1907年晋升为上将，转任陆军总监。1912年就任英帝国陆军参谋总长，一年后晋升为陆军元帅。1914年4月卡勒兵变后，他辞去参谋总长一职。
第一次世界大战爆发后，弗伦奇被选为英国远征军总司令开赴法国。1915年12月15日被解除职位，道格拉斯·黑格继任远征军总司令。他回国担任英国本土部队总司令，并被封为子爵，1918年，出任爱尔兰总督至1921年辞职并接受伯爵头衔。
1925年5月22日卒于肯特的迪尔城堡。